# Kryptorchismus
Kryptorchismus, neboli porucha sestupu varlat do šourku (latinsky maldescensus testis), je poruchou ve vývoji samčích mláďat savců. Obecně jde o chybné umístění varlete či varlat (latinsky aberratio testis).

## Vývoj varlat
Varlata vznikají již v prenatálním vývoji u plodu mužského pohlaví uvnitř dutiny břišní. Varlata se zakládají již v zárodečném období v dutině břišní v krajině bederní ve výši prvního až druhého bederního obratle. Je nejčastější vrozenou vadou mužského pohlavního systému, vyskytuje se u 30 % nezralých novorozenců.

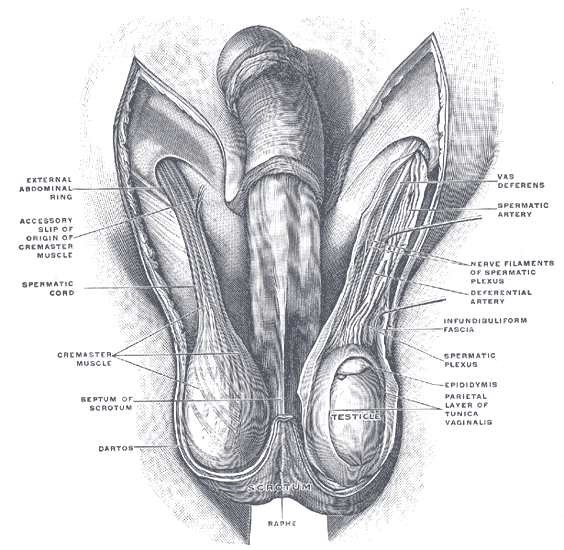
Varlata v šourku.

Varlata začínají sestupovat koncem sedmého měsíce prenatálního vývoje; procházejí tříselným kanálem do šourku. Během vývoje plodu sestupují varlata inguinálním kanálem do šourku. Že má čerstvě narozený chlapec sestouplá varlata, je jedním z mnoha znaků, že je dítě donošené. (Dalšími znaky jsou např. nehty přerostlé přes okraj prstů.)
Varle (latinsky testis) je párová mužská pohlavní žláza vejčitého tvaru. Jeho svislá osa měří u novorozence 1 cm, v dospělosti 4–5 cm. Varlata jsou po narození uložena mimo dutinu břišní v šourku. Na povrchu jsou vazivové a vevnitř jsou tvořeny semenotvornými kanálky a prostor mezi kanálky je vyplněn řidkým vazivem, v němž jsou Leydigovy buňky, které produkují mužský hormon testosteron, a to pod vlivem luteizačního hormonu hypofýzy. Testosteron je zodpovědný za vývoj druhotných pohlavních znaků v pubertě, řídí tvorbu spermií (spermatogeneze) a řídí zvětšování svalové hmoty (anabolický hormon). Patří mezi vnitřní pohlavní orgány muže.

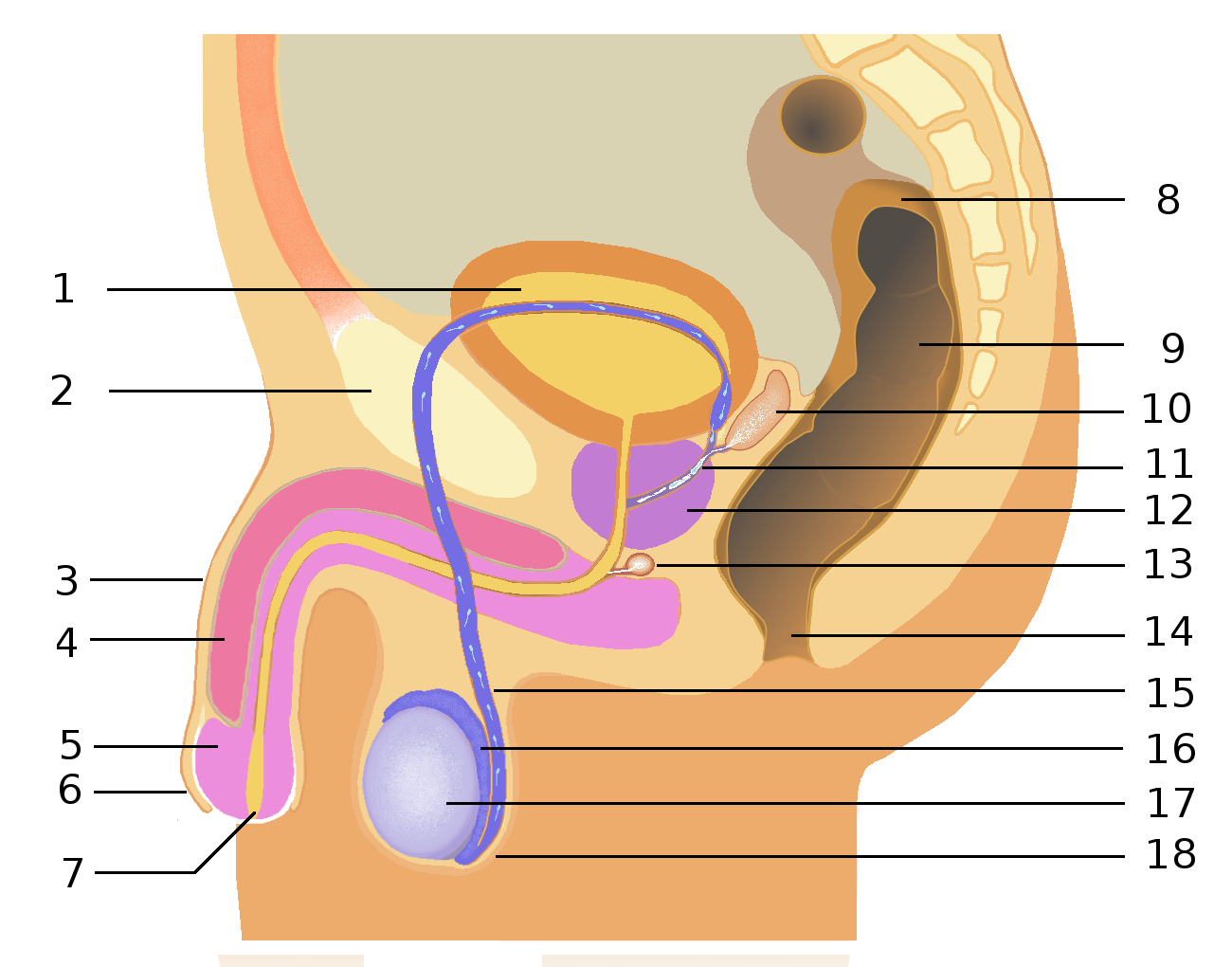
Pohlavní ústrojí muže.

Ve chvíli, kdy jedno nebo obě varlata nesestoupí-li do šourku ani během prvního roku života, tedy jsou obvykle uložena v tříselném kanálu, jedná se o tzv. kryptorchismus. Varle v šourku produkuje spermie, které potřebují pro svou tvorbu nižší teplotu než je uvnitř těla, proto je důležité, aby varle sestoupilo.
U větší části chlapců zadržená varlata samovolně sestoupí ještě asi do jednoho roku, takže na konci kojeneckého období je kryptorchismem postižen jen asi 0,8–1,8 % chlapců.
V nesestouplém varleti je poškozován vývoj spermií, protože ty pro svůj vývoj potřebují asi o 2 °C nižší teplotu, než je teplota uvnitř těla. Doporučuje se proto, aby léčení této vady bylo zahájeno již v 10. měsíci a skončeno do dvou let umístěním varlat do šourku, jinak dochází k poškození semenotvorných kanálků a ubývá spermiogenních buněk. Následkem kryptorchismu tedy může být snížená plodnost.
U donošených novorozenců je sestup varlat ukončen, avšak asi u 3–6 % chlapců zůstává zadržen uvnitř těla.
Podle místa zadržení varlete se rozlišuje dystopie retence a ektopie.
- Při dystopii došlo k zadržení varlete v oblastech, kterými probíhá normální sestup.
- Méně častá je ektopie, kdy se zadržené varle nachází v jiné oblasti, např. v oblasti stehna. Toto se vyskytuje samostatně a je rovněž součástí řady syndromů.[3]

## Případy nesestouplého varlete

### Včasné zachycení případu
Diagnóza: Ve skrotálním vaku není hmatný žádný obsah.
Dítě vyšetřuje lékař v teplé místnosti vždy za přítomnosti alespoň jednoho z rodičů. Chlapce je nutno vyšetřit vleže, v sedě a v tureckém sedu, kdy jsou maximálně uvolněny svaly břišní stěny. Pokud je varle nehmatné, je nutné jeho polohu ozřejmit buď ultrasonografickým vyšetřením, nebo magnetickou rezonancí, což může být problém kvůli udržení dítěte v klidu během vyšetření. Proto se někdy volí celková anestezie. Bohužel MR nemusí prokázat, kde je varle zadrženo. Při podezření na zadržení v dutině břišní je výhodné použít laparoskopii.

#### Léčba nesestouplého varlete

##### Konzervativní léčba
Pokud varle nemá žádnou mechanickou překážku v cestě, aplikují se hormony:
- lidský choriový gonadotropin hCG nebo
- syntetický hormon stimulující endokrinní osu hypothalamus – hypofýza – gonády: aLH-RH.

###### Podávání
Hormon hCG je upřednostňováno kvůli svému přesnějšímu dávkování, nižší ceně a vyšším hladinám testosteronu.
Na opačné straně stojí nitrožilní aplikace s poměrně častými vedlejší účinky, a to i při správném dodržení dávkování, jako poruchy erekce, zvýšená pigmentace šourku a růst penisu. aLH-RH má sice tu výhodu, že se může aplikovat jako nosní kapky a vstřebává se ze sliznice, nevýhodou však je nepřesné dávkování a poměrně vysoká cena a ne vždy dobrá účinnost: Hladina testosteronu nebývá tak vysoká, jak by bylo třeba. Úspěšnost bývá kolem 83 %.[zdroj⁠?!]

##### Chirurgická léčba
K chirurgickému zákroku se přistoupí, pokud je zjištěna překážka v sestupové cestě nebo je již předem jasné, že hormonální léčba by nezabrala. Úspěšnost bývá kolem 80 %.[zdroj⁠?!] Operace může být i za použití skalpelu, v dnešní době se však již dává přednost laparoskopii.

### Komplikace nesestouplého varlete

#### Pozdní diagnóza případu
Diagnóza: Nedochází ke spermiogenezi.
Pokud varlata zůstanou v dutině břišní, jedinec se stane sterilním. Muži s jednostrannou retencí jsou úplně neplodní ve 40 %, s oboustrannou pak až v 70 % případů.
Nediagnostikované zadržené varle je ohroženo vznikem nádoru, kterým typicky bývá seminom, a to až s 50× větší pravděpodobností, než varle sestouplé. Naštěstí je tento nádor citlivý na radiologickou léčbu a je dobře léčitelný.